# Henk Timmer
Henk Timmer (Hierden, 3 de dezembro de 1971) é um ex-futebolista (goleiro) dos Países Baixos.
Em julho de 2006 transferiu-se do AZ Alkmaar para o Feyenoord. Desde a temporada 2009/2010 ele está sem clube.
| Temporada | Equipe     | Competição     | Partidas | Gols |
| --------- | ---------- | -------------- | -------- | ---- |
| 1989/90   | PEC Zwolle | Eerste Divisie | 1        | 0    |
| 1990/91   | FC Zwolle  | Eerste Divisie | 0        | 0    |
| 1991/92   | FC Zwolle  | Eerste Divisie | 16       | 0    |
| 1992/93   | FC Zwolle  | Eerste Divisie | 33       | 0    |
| 1993/94   | FC Zwolle  | Eerste Divisie | 34       | 0    |
| 1994/95   | FC Zwolle  | Eerste Divisie | 34       | 0    |
| 1995/96   | FC Zwolle  | Eerste Divisie | 33       | 0    |
| 1996/97   | FC Zwolle  | Eerste Divisie | 34       | 0    |
| 1997/98   | FC Zwolle  | Eerste Divisie | 32       | 0    |
| 1998/99   | FC Zwolle  | Eerste Divisie | 34       | 0    |
| 1999/00   | FC Zwolle  | Eerste Divisie | 34       | 0    |
| 2000/01   | AZ         | Eredivisie     | 30       | 0    |
| 2001/02   | Feyenoord  | Eredivisie     | 2        | 0    |
| 2002/03   | Ajax       | Eredivisie     | 2        | 0    |
| 2003/04   | AZ         | Eredivisie     | 34       | 0    |
| 2004/05   | AZ         | Eredivisie     | 34       | 0    |
| 2005/06   | AZ         | Eredivisie     | 32       | 0    |
| 2006/07   | Feyenoord  | Eredivisie     |          |      |
|           |            | Total          | 419      | 0    |